# Christiane Henriette Beck
Christiane Henriette Beck, genannt Madame Beck oder Die alte Beck, auch Henriette Wallenstein und Henriette Zeitheim (* 1756 in Graz; † 24. März 1833 in Jena) war eine deutsche Theaterschauspielerin.

## Leben
Beck war, bevor sie von Johann Wolfgang von Goethe für das Hoftheater zu Weimar gewonnen wurde, Mitglied der Seylerschen Direktion in Mannheim, wo sie bereits als 24-jährige junge Frau neben dem naiven Fach ausgesprochene Charakterrollen spielte. 1784 verließ sie Mannheim infolge eines mit dem dortigen Regisseur Johann Ludwig Rennschüb ausgebrochenen Streites. Nach längerem Gastieren wurde sie 1794 von Goethe für Weimar verpflichtet. Sie wirkte in Weimar bis zum 17. November 1823.
Zuletzt wurde sie geistesschwach und musste 1833 ins Irrenhaus gebracht werden. Dort endete ihr Leben im selben Jahr.